# Ford Escort (Kina)
 For alternative betydninger, se Ford Escort (flertydig). (Se også artikler, som begynder med Ford Escort)
Ford Escort er en bilmodel fra Ford Motor Company, som første gang blev præsenteret som prototype på Shanghai Auto Show 2013.
Serieversionen debuterede på Beijing Auto Show 2014, og kom på markedet i januar 2015. Escort er den første udelukkende til Kina udviklede bilmodel fra Ford, og er opkaldt efter den i 2000 udgåede europæiske Escort. Modellen ligger størrelsesmæssigt mellem Fiesta og Focus, og er baseret på sedanudgaven af anden generation af Focus.
På Beijing Auto Show 2018 præsenterede Ford en faceliftet udgave af Escort.
Escort var frem til oktober 2018 udstyret med en 1,5-liters benzinmotor med 83 kW (113 hk). Siden da er modelprogrammet blevet udvidet med en 1,0-liters EcoBoost-benzinmotor.
- Bagfra
- Ford Escort (2018−)
- Bagfra

## Tekniske data
|                                                | 1.5 Ti-VCT                      | 1.5 Ti-VCT                      | 1.0 EcoBoost          |
| Byggeperiode                                   | 1/2015−10/2018                  | 10/2018−                        | 10/2018−6/2019        |
| Motordata                                      |                                 |                                 |                       |
| Motortype                                      | R4-benzinmotor                  | R3-benzinmotor                  | R3-benzinmotor        |
| Slagvolume                                     | 1498 cm³                        | 1497 cm³                        | 999 cm³               |
| Kompressionsforhold                            | 11,0:1                          | 11,0:1                          | 10,5:1                |
| Maks. effekt ved omdr./min.                    | 83 kW (113 hk) 6000             | 90 kW (122 hk) 6500             | 94 kW (128 hk) 6000   |
| Maks. drejningsmoment ved omdr./min.           | 142 Nm 4500                     | 150 Nm 4500                     | 170 Nm 1400−4500      |
| Kraftoverførsel                                |                                 |                                 |                       |
| Drivende hjul                                  | Forhjul                         | Forhjul                         | Forhjul               |
| Gearkasse (standardudstyr)                     | 5-trins manuel                  | 6-trins manuel                  | 6-trins automatisk    |
| Gearkasse (ekstraudstyr)                       | 6-trins automatisk              | 6-trins automatisk              | −                     |
| Præstationer                                   |                                 |                                 |                       |
| Topfart                                        | 188 km/t (179 km/t)             | 189 km/t (184 km/t)             | (186 km/t)            |
| Acceleration 0-100 km/t                        | 12,0 sek.                       | 12,2 sek.                       | (12,3 sek.)           |
| Brændstofforbrug pr. 100 km ved blandet kørsel | 6,5 liter (6,8 liter) Blyfri 95 | 5,6 liter (5,7 liter) Blyfri 95 | (5,7 liter) Blyfri 95 |
| Egenvægt                                       | 1255 kg (1300 kg)               | 1261 kg (1308 kg)               | (1359 kg)             |
| Tankindhold                                    | 50 liter                        | 50 liter                        | 50 liter              |

1. ↑  Værdier i parentes gælder for versioner med automatgear